# Thee Temple ov Psychick Youth
Thee Temple ov Psychick Youth, conosciuto anche con l'acronimo TOPY, è stata una associazione di gruppi musicali uniti da amicizia. Fu fondata nel 1981 da membri di gruppi come Psychic TV, Coil, Current 93 e un certo numero di altri individui. Questo network era una federazione di gruppi di persone operanti come collettivi artistici ed esoterici. In Italia parteciparono al network i Templebeat e i Rosemary's Baby.

## Composizione

### Creazione ed influenze
Il primo nucleo del network era costituito da un certo numero di stazioni sparse nel mondo, tra cui il TOPY-CHAOS in Australia, TOPYNA in Nord America e TOPY Station 23 nel Regno Unito e in Europa, TOPY TV in Italia. Le più piccole grass-roots erano sottostazioni chiamate Access Points ed erano dislocate sui territori di America ed Europa.
Finché fu attivo, il TOPY fu un gruppo molto influente nella cultura della magia del caos e nelle pratiche della tradizione dell'occulto occidentale.

### Teoria e pratiche
Il TOPY si dedicava all'espressione di concetti magici deprivati del loro lato mistico o del culto delle divinità, focalizzando l'attenzione sugli aspetti psichici e magici del cervello umano connesso a una sessualità senza senso di colpa. La ricerca magica del TOPY passava contemporaneamente attraverso la via della mano sinistra e la via della mano destra, mescolate ad elementi della Psicologia, dell'Arte e della Musica. Brion Gysin, William S. Burroughs, Aleister Crowley e Austin Osman Spare furono i maggiori ispiratori dei loro rituali.
Alle ore 23.00 del 23 di ogni mese, i membri del TOPY venivano incoraggiati a fare sigilli magici per poi spedirli ad una centrale dove potevano essere usati per migliorarne altri.